# Noah Bowman
Noah Bowman (ur. 8 maja 1992 w Calgary) – kanadyjski narciarz dowolny specjalizujący się w konkurencji half-pipe. W 2014 roku wystartował na igrzyskach olimpijskich w Soczi, zajmując piąte miejsce. Wynik ten powtórzył na rozgrywanych cztery lata później igrzyskach w Pjongczangu. Był też między innymi dziesiąty podczas mistrzostw świata w Voss w 2013 roku. Najlepsze wyniki w Pucharze Świata osiągnął w sezonie 2019/2020, kiedy to zajął 2. miejsce w klasyfikacji generalnej oraz w klasyfikacji halfpipe’a. Ponadto w sezonie 2017/2018 zajął 3. miejsce w klasyfikacji halfpipe’a.  Bowman jest także złotym medalistą mistrzostw świata juniorów w Cardronie z 2010 roku. W 2019 roku, na mistrzostwach świata w Park City wywalczył brązowy medal.

## Osiągnięcia

### Igrzyska olimpijskie
| Miejsce | Dzień     | Rok  | Miejscowość | Konkurencja | Zwycięzca     |
| ------- | --------- | ---- | ----------- | ----------- | ------------- |
| 5.      | 18 lutego | 2014 | Soczi       | Halfpipe    | David Wise    |
| 5.      | 22 lutego | 2018 | Pjongczang  | Halfpipe    | David Wise    |
| 4.      | 19 lutego | 2022 | Pekin       | Halfpipe    | Nico Porteous |

### Mistrzostwa świata
| Miejsce | Dzień    | Rok  | Miejscowość   | Konkurencja | Zwycięzca      |
| ------- | -------- | ---- | ------------- | ----------- | -------------- |
| 11.     | 5 lutego | 2011 | Park City     | Halfpipe    | Micheal Riddle |
| 10.     | 5 marca  | 2013 | Voss          | Halfpipe    | David Wise     |
| 6.      | 18 marca | 2017 | Sierra Nevada | Halfpipe    | Aaron Blunck   |
| 3.      | 9 lutego | 2019 | Park City     | Halfpipe    | Aaron Blunck   |
| 9.      | 12 marca | 2021 | Aspen         | Halfpipe    | Nico Porteous  |

### Puchar Świata

#### Miejsca w klasyfikacji generalnej
- sezon 2008/2009: 111.
- sezon 2010/2011: 66.
- sezon 2011/2012: 59.
- sezon 2012/2013: 42.
- sezon 2013/2014: 37.
- sezon 2014/2015: 113.
- sezon 2015/2016: 85.
- sezon 2016/2017: 51.
- sezon 2017/2018: 18.
- sezon 2018/2019: 42.
- sezon 2019/2020: 2.

Od sezonu 2020/2021 klasyfikacja generalna została zastąpiona przez klasyfikację Park & Pipe (OPP), łączącą slopestyle, halfpipe oraz big air.
- sezon 2020/2021: 33.
- sezon 2021/2022: 16.

#### Miejsca na podium w zawodach
1. Mammoth Mountain – 4 marca 2012 (halfpipe) – 2. miejsce
2. Sierra Nevada – 25 marca 2013 (halfpipe) – 3. miejsce
3. Calgary – 3 stycznia 2014 (halfpipe) – 2. miejsce
4. Copper Mountain – 8 grudnia 2017 (halfpipe) – 2. miejsce
5. Tignes – 22 marca 2018 (halfpipe) – 1. miejsce
6. Calgary – 16 lutego 2019 (halfpipe) – 3. miejsce
7. Cardrona – 7 września 2019 (halfpipe) – 2. miejsce
8. Copper Mountain – 13 grudnia 2019 (halfpipe) – 3. miejsce
9. Secret Garden – 21 grudnia 2019 (halfpipe) – 1. miejsce
10. Mammoth Mountain – 1 lutego 2020 (halfpipe) – 2. miejsce
11. Calgary – 1 stycznia 2022 (halfpipe) – 3. miejsce